# Медаль «100-летие органов дипломатической службы Азербайджанской Республики»
Медаль «100-летие органов дипломатической службы Азербайджанской Республики (1919-2019)» (азерб. "Azərbaycan Respublikası diplomatik xidmət orqanlarının 100 illiyi (1919-2019)" yubiley medalı) — государственная награда Азербайджанской Республики. Учреждена законом №1533-VQD от 29 марта 2019 года

## Основания для награждения
Юбилейная медаль «100-летие органов дипломатической службы Азербайджанской Республики». Данной медалью будут награждены:
- сотрудники, выполняющие свои обязанности и получающие высокие результаты в органах дипломатической службы;
- лица, осуществляющие административно-техническое обслуживание органов дипломатической службы;
- ветераны дипломатических ведомств;
- активное участие в развитии дипломатических и международных отношений Азербайджана.[3]

## Способ ношения
Юбилейная медаль «100-летие органов дипломатической службы Азербайджанской Республики» ставится на левой стороне груди, после других орденов и медалей Азербайджанской Республики.

## См.также
- Государственные награды Азербайджана#Высшее звание